# West Logan
West Logan è un comune degli Stati Uniti d'America, situato nello Stato della Virginia Occidentale, nella contea di Logan.